# Код Шекспіра
Код Шекспіра (англ. The Shakespeare Code) — другий епізод третього сезону поновленого британського науково-фантастичного телесеріалу «Доктор Хто». Уперше транслювався на телеканалі BBC One 7 квітня 2007 року. За оцінками епізод був переглянутий 7,23 мільйонами глядачів у Великій Британії, ставши п'ятою найпопулярнішою телепрограмою тижня на британському телебаченні.
Початково називаючись «Тріумф кохання» (англ. Love's Labour's Won) епізод був перейменований як посилання на роман «Код Да Вінчі».
В епізоді іншопланетянин та мандрівник у часі Десятий Доктор (грає Девід Теннант) бере у нову подорож супутницю Марту Джонс (грає Фріма Аджимен), для якої ця подорож у часі та просторі є першою. Вони прибувають у 1599 рік коло театру «Глобус» у Саутерку, де зустрічають драматурга Вільяма Шекспіра. Шекспіра зачаровують три стерв'ятниці (англ. Carrionite), подібні до відьом, щоб переписати закінчення п'єси «Тріумф кохання» (англ. Love's Labour's Won), аби у виставі прозвучали правильні слова, за допомогою яких решта стерв'ятниць звільняться від ув'язнення.